# 오산면 (곡성군)
오산면(梧山面)은 대한민국 전라남도 곡성군의 면이다.

## 개요
오산면은 곡성군의 서부에 위치하여 중앙동부에 오지봉이 우뚝 솟아 있고, 동쪽은 검장산, 매봉산으로 겸면과 닿아있고, 남쪽은 서이봉 산맥이 서주기우산(西走騎牛山)에 이르며 화순군과 닿아 있으며, 서쪽은 기우산에서 연산을 경유 무이산에 이르며, 담양군과 맞닿아 있으며, 북쪽은 옥과면과 닿아 있다. 선세리, 관음사(선세리, 관음사)골에서 발원한 옥과천이 오산면 중앙부를 북쪽으로 흘러 옥과면에 이르면서 유역에 소규모로 비옥한 농토가 발달하였다. 삼거리로부터 화순북면에 이르는 국도 제15호선이 오산면 중앙부를 관통하므로 교통도 아주 편리한 편이다.

## 행정 구역
| 법정리 | 행정리                           |
| ------ | -------------------------------- |
| 가곡리 | 가곡리                           |
| 단사리 | 단사리, 사리                     |
| 봉동리 | 봉서리, 부들리, 오봉리, 함안리   |
| 선세리 | 관음사리, 선세리, 성덕리, 작천리 |
| 연화리 | 안평리, 연화리                   |
| 운곡리 | 운곡리1구, 운곡리2구, 운곡리3구  |
| 율천리 | 율천리                           |
| 조양리 | 용계리, 조양리, 탑동리           |
| 청단리 | 청단리, 초현리                   |

## 교육
- 오산초등학교 (봉동리)
  - 성산분교 (폐교) - 오산로 254-4 (선세리)